# Nonghyup Bank
Nonghyup Bank est une banque de Corée du Sud, basée à Séoul.

## Histoire
Elle est issue en 2012 d'une scission de Nonghyup, tout en appartenant toujours à celle-ci en tant que filiale.